# Ждановский мост
Ждановский мост — пешеходный железобетонный рамный мост через Ждановку в Петроградском районе Санкт-Петербурга, соединяет Петроградский и Петровский острова.

## Расположение
Соединяет Петровский стадион со Ждановской набережной.
Ниже по течению находится мост Красного Курсанта.
Ближайшая станция метрополитена — «Спортивная».

## Название
Название моста известно с 1939 года и дано по наименованию реки. Первоначально мост назывался 2-м Ждановским, так как выше по течению располагался 1-й Ждановский мост. Современное название появилось в 1957 году, после того как 1-й Ждановский мост был разобран.

## История
В 1939 году для прохода зрителей к стадиону трестом «Ленмостострой» был построен пятипролётный деревянный мост с металлическим пролётным строением, балочно-разрезной системы. Длина моста была 59,8 м, ширина 18,0 м.
В 1957 году мост был перестроен. По запросу спортивных организаций для улучшения пропуска болельщиков на стадион в 1960 году мост был расширен до 32,2 м с устройством дополнительных опор. Работы выполнило управление СУ-2 треста «Ленмостострой» под управлением главного инженера А. А. Соколова. Деревянное перильное ограждение было заменено на металлическое сварное простого рисунка, а тротуар отделен от проезжей части металлическим трубчатым ограждением. 
Существующий железобетонный мост был построен в 1989—1992 годах по проекту инженеров «Ленгипроинжпроекта» Г. М. Толстопятова, Б. Э. Эдуардова и архитекторов Н. А. Дибцова и Ю. Г. Шиндина. Строительство моста осуществляло СУ-4 треста «Ленмостострой» под руководством главного инженера А. А. Смирнова и производителя работ В. В. Малого.

## Конструкция
Мост однопролётный железобетонный, по статической схеме — трёхшарнирная рама. Пролётное строение состоит из 29 сборных железобетонных балок таврового сечения с криволинейным очертанием нижнего пояса, по верху объединенных монолитной железобетонной плитой. Балки установлены с шагом 1,6 м. Высота балок на опоре равна 1,71 м, в пролёте — 0,74 м. Фасады облицованы металлическим листом. Устои массивные, из монолитного железобетона, на свайном основании. Длина моста составляет 41,4 м, ширина — 35,1 м.
Мост предназначен для прохода зрителей на стадион и рассчитан на автомобильную нагрузку А-11 и нагрузку от пешеходов. Для организации прохода на стадион на мосту установлены металлические турникеты, которые препятствуют сквозному проезду автотранспорта. Покрытие прохожей части моста асфальтобетонное. Перильное ограждение металлическое простого рисунка, с использованием олимпийской символики, завершается на устоях гранитными парапетами. При входах на мост на гранитных тумбах установлены четыре металлических торшера с фонарями. На правом берегу реки с низовой стороны моста расположен гранитный лестничный спуск к воде.